# مونت سان هيلير (كيبك)
مونت سان هيلير، كيبك (بالإنجليزية: Mont-Saint-Hilaire)‏ هي مدينة كندية تقع في مقاطعة كيبك. تبلغ مساحة هذه المدينة 44.2913 (كم²)، ويبلغ عدد سكانها 15720 نسمة حسب إحصاء سنة 2006 م، بينما كان يسكنها 14270 نسمة في سنة 2001 م. تحتل هذه المدينة المرتبة رقم 242 بين مدن كندا حسب عدد السكان والمرتبة رقم 65 في المقاطعة. النمو سكاني في هذه المدينة يقدر بـ(10.2).

## أعلام
- ألبرت إدوارد كلوتير
- جوردي بونت

## وصلات خارجية
- الأطلس الحكومي لكندا
- إحصاءات كندا مع ساعة تعداد السكان